# Liptovská Štiavnica
Liptovská Štiavnica (hongrois : Nagyselmec) est un village de Slovaquie situé dans la région de Žilina.

## Histoire
La première mention écrite du village date de 1300.

## Démographie

### Évolution de la population
| Année:               | 1994. | 2004.    | 2014.    | 2024.    |
| -------------------- | ----- | -------- | -------- | -------- |
| Nombre de personnes: | 795   | 901      | 1122     | 1439     |
| Différence:          |       | +13,33 % | +24,52 % | +28,25 % |

| Année:               | 2023. | 2024.   |
| -------------------- | ----- | ------- |
| Nombre de personnes: | 1414  | 1439    |
| Différence:          |       | +1,76 % |